# Argyranthemum dissectum
Argyranthemum dissectum — вид рослин з родини айстрові (Asteraceae), ендемік Мадейри.

## Опис
Багаторічний чагарник, досить дерев'янистий, досягає висоти 1,2 метри. Має яєчно-довгасте листя від 2 до 9 сантиметрів. Суцвіття містять від 1 до 5 голів. Квіти диску жовті, довколишні — білі. Цвітіння — з березня по липень.
На Мадейрі вид рідкісний, живе на скелях узбережжя та у вологих місцях всередині острова.

## Поширення
Ендемік архіпелагу Мадейра (о. Мадейра).